# Herculaneum (oudheid)
Herculaneum (Italiaans: Ercolano) was een stad uit de oudheid, gelegen tussen Neapolis en de Vesuvius, die bij de uitbarsting van de Vesuvius in 79 n.C. door 19 meter lava en as werd bedekt.

## Geschiedenis

### De mythe
Een mythische oorsprong van Herculaneum wordt beschreven door Dionysius van Halicarnassus (Rom. Oudh. I,44). Herakles (of Hercules) zou aan het hoofd van een groot leger heel Europa zijn doorgetrokken om tirannen en andere slechte heersers te verdrijven en te vervangen door wettige koningen. Nadat hij Spanje al had onderworpen, veroverde hij ook Italië. Toen dat karwei klaar was, zou hij - voordat hij verder trok naar Sicilië - een kleine stad gesticht hebben op de plaats waar zijn vloot voor anker lag en die genoemd hebben naar zichzelf.

### Historische bronnen
Volgens de geograaf Strabo werd Herculaneum eerst bewoond door Osken, vervolgens door Etrusken en Pelasgen, en daarna door Samnieten (Geografie V,4,8). Het wordt in de literatuur voor het eerst genoemd door Theophrastus aan het eind van de 4e eeuw v.Chr. Waarschijnlijk is het gesticht in de 6e eeuw v.Chr. als nederzetting van de plaatselijke Osken, hoewel er geen vondsten zijn gedaan van voor de 4e eeuw v.Chr. Het was een stadje aan zee, waarvan de inwoners voornamelijk van de visvangst leefden. Herculaneum nam met Pompeï en Stabiae deel aan de Bondgenotenoorlog (90-89 v.Chr.) tegen Rome, waarbij het in 89 v.Chr. werd ingenomen door de Romeinse veldheer Titus Didius, een onderbevelhebber van Sulla. Anders dan het grotere Pompeï kreeg het niet de status van colonia, maar bleef het een municipium. In de Romeinse tijd werd de kust van Campanië door rijke Romeinse burgers ontdekt als aangename locatie voor hun luxe villa’s. In de 1e eeuw n.C. woonden in Herculaneum ca. 4.000 mensen. In 62/63 n.C. werd Herculaneum net als Pompeï door een zware aardbeving getroffen, waarna veel herstelwerkzaamheden nodig waren.

Uitbarsting van de Vesuvius in 79 n.C.

Bij de uitbarsting van de Vesuvius in 79 n.C. werd het niet getroffen door een regen van as en puimsteen, zoals Pompeï, maar door een pyroclastische stroom en bedekt door een dikke laag modder en lava. De meeste inwoners wisten op tijd te ontkomen, want in de stad werden bijna geen lichamen aangetroffen. Alleen bij de zgn. boothuizen, die aan de kust stonden en in 1982 werden ontdekt, zijn de skeletten gevonden van ruim 300 mensen, die kennelijk niet op tijd wisten te ontkomen. De laag lava die de stad bedekte was tot 20 m. dik en zorgde er ook voor dat de kustlijn verderop kwam te liggen.
Resten van het oude Herculaneum werden voor het eerst ontdekt in 1709 bij het slaan van een waterput. Grootschalige opgravingen vonden plaats onder Karel van Bourbon, die in de jaren 1735-1759 koning van Napels was. Via schachten en onderaardse gangen werden kostbaarheden en kunstschatten naar boven gehaald, die de koning in zijn paleis neerzette. Aan het begin van de 19e eeuw werden de vondsten geschonken aan het Nationaal Archeologisch Museum in Napels. De eerste systematische opgravingen vonden plaats in de jaren 1927-1958 onder leiding van archeoloog Amedeo Maiuri. Tegenwoordig is ongeveer een derde van Herculaneum opgegraven en zijn er vier huizenblokken blootgelegd met een oppervlakte van 200 x 250 m., 4,5 ha. van de in totaal 20 ha.
De nieuwe plaats die op de plaats van het oude Herculaneum is gebouwd, heette tot 1969 Resina, toen de naam veranderd werd in Ercolano.

### Ligging en infrastructuur
Herculaneum lag aan zee aan de voet van de vulkaan Vesuvius, ongeveer 7 km vanaf de krater. De straten waren aangelegd volgens een rechthoekig stratenpatroon, dat de stad in regelmatige rechthoeken verdeelde. Er waren ten minste drie decumani, straten die van het zuidoosten naar het noordwesten liepen. Daarvan is een deel van de decumanus maximus (hoofdstraat) blootgelegd en een deel van de decumanus inferior, die meer naar de kust lag. De decumani werden door waarschijnlijk 5 dwarsstraten (cardines) gekruist, waarvan delen van cardo 3 t/m 5 zijn blootgelegd. Naast het blootgelegde gedeelte is een ander deel van de stad bekend door opgravingen via schachten en tunnels, waaronder het theater, de basilica en de curia (de vergaderruimte voor de gemeenteraad). De laatste twee gebouwen lagen aan het forum, dat verder nog niet is opgegraven. De stad was omgeven door een muur en had stadspoorten. Buiten de stadsmuren lagen luxe villa's, waarvan de beroemde Villa dei papiri er een was.
Voor zijn watervoorziening was Herculaneum aangesloten op de Aqua Augusta (of Serino aquaduct) uit de tijd van keizer Augustus. Voordien gebruikte men putten.
De straten hebben hoge trottoirs, maar anders dan in Pompeï zijn er geen wagensporen. Het vervoer binnen de stad vond kennelijk plaats met muilezels.

### Openbare gebouwen
Het theater van Herculaneum werd in 1709 als eerste gebouw ontdekt. Het is een vrij klein theater voor ca. 2.500 toeschouwers. Het heeft de gebruikelijke halfronde vorm. De zitplaatsen rusten op een constructie van bogen en zuilen. Het theater ligt in het gedeelte van Herculaneum dat niet aan de oppervlakte is gebracht en is via schachten en onderaardse gangen opgegraven. Van de rijke versiering, waaronder de veelkleurige marmeren bekleding van de scaenae frons en de bronzen beelden van de keizerlijke familie, is nu niets meer over.

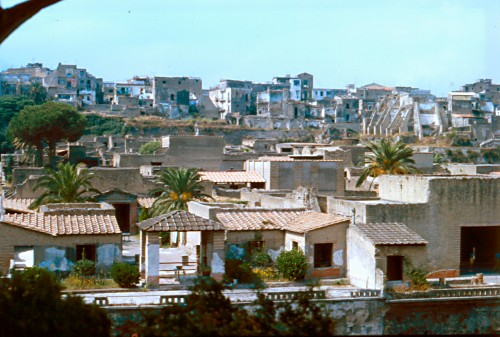
Overzicht van opgravingen in Herculaneum in 1981

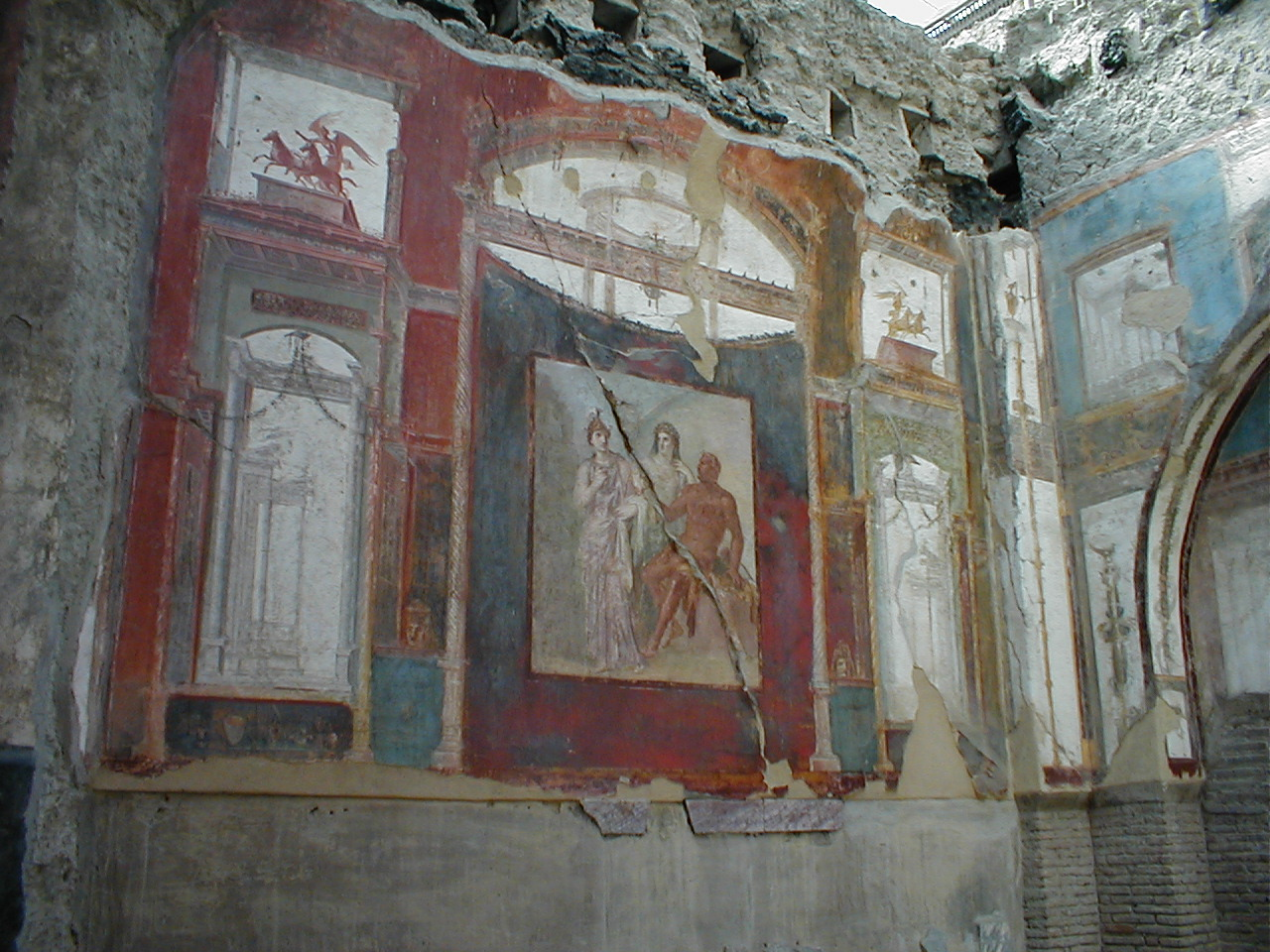
Fresco in de Hal van de Augustales: Minerva, Juno en Hercules

Direct ten zuidwesten van het theater, en evenmin aan de oppervlakte gebracht, bevindt zich de basilica. Deze werd in 1739 gevonden. De basilica is een rechthoekig gebouw dat door rijen zuilen in drie beuken is verdeeld. Aan weerszijden van de achterwand bevinden zich apsiden, waarin mythologische fresco’s waren aangebracht, waaronder de fresco’s van Theseus en de Minotaurus en van Hercules en Telephus (nu in het Archeologisch Museum te Napels). Een inscriptie die ter plaatse werd gevonden meldt dat Marcus Nonius Balbus de basilica na de aardbeving van 62/63 n.C. heeft laten herstellen. Hij was een nakomeling van de Marcus Nonius Balbus die praetor was, proconsul van Kreta en de Cyrenaïca en volkstribuun in 32 v.Chr. en patronus van Herculaneum. Er stonden verscheidene beelden van deze weldoener in Herculaneum. Bij de ingang van de basilica stonden twee marmeren ruiterstandbeelden van hem, het ene geschonken door de inwoners van Herculaneum, het andere door de inwoners van zijn geboorteplaats Nuceria. Deze ruiterstandbeelden zijn nu in het Archeologisch Museum te Napels. Een derde, bronzen, ruiterstandbeeld is verloren gegaan.
Grote tempels zijn in Herculaneum vooralsnog niet gevonden. Tussen de zuidwestelijke stadsmuur en het strand is een plein met heiligdommetjes (area sacra), gebouwd boven de arcaden waarin zich de boothuizen bevonden. Er zijn twee heiligdommen, een voor Venus, en de ander voor Minerva, Neptunus, Mercurius en Vulcanus. In de stad ligt vlak bij het forum de hal van het Collegium van de Augustales, het priestercollege van de keizercultus. Het is een rechthoekige hal met in het midden vier zuilen. Tussen de zuilen zijn muren gemaakt waardoor een heiligdommetje is ontstaan. Het is versierd met mythologische fresco’s in de 4e Pompejaanse stijl (zie: Romeinse schilderkunst). We weten ook van een tempel voor Cybele (mater deum) die naast de palaestra stond, omdat keizer Vespasianus die na de aardbeving van 62/63 n.Chr. op zijn kosten weer liet opbouwen.
Aan de zuidoostkant van de stad lag een grote palaestra, die in de tijd van Augustus was aangelegd, op twee terrassen. Men kwam via een entree met 2 zuilen in de vestibule en vervolgens op de palaestra zelf, een door zuilengalerijen omgeven sportveld. In het midden hiervan bevond zich een groot bassin in de vorm van een kruis met in het midden een bronzen fontein met een afbeelding van de hydra van Lerna. Aan de zuilengalerij aan de noordwestkant lagen verschillende winkeltjes en ook een grote hal met een apsis, mogelijk voor cultusdoeleinden.
In Herculaneum zijn twee complexen van thermen (badhuizen) teruggevonden. Tussen de stadsmuur en het strand lagen de nieuwere Suburbane Thermen, dat waarschijnlijk het best bewaarde badhuis uit de Romeinse tijd is. Het was waarschijnlijk gebouwd door Marcus Nonius Balbus, voor wie er een terras met altaar en standbeeld vóór de thermen was aangelegd. Vanuit het Huis van het reliëf van Telephus was er een directe toegang tot deze thermen. Het is daarom waarschijnlijk dat dat het huis van M. Nonius Balbus was. In de Suburbane Thermen is onder meer een groot rond wasbekken (labrum) te zien dat bij de Vesuviusramp rechtop tegen de muur werd gedrukt en nu nog zo staat. In de stad lag een ouder thermencomplex, meestal Centrale thermen genoemd, met aparte ingangen voor mannen en vrouwen aan verschillende straten. De mannenafdeling kwam men binnen vanaf de palaestra die omgeven is door een zuilengalerij met Ionische zuilen. Dit gedeelte bestaat uit een kleedruimte (apodyterium), een rond koud bad (frigidarium), een lauw bad (tepidarium), met een zwart-wit mozaïek van Triton met zeedieren, en een heet bad (caldarium), met een apsis. De kleinere vrouwenafdeling komt men binnen via een voorportaal met zitbanken en bestaat uit een kleedruimte met een tongewelf, een lauw bad en een heet bad.

### Handel en nijverheid
De bevolking van Herculaneum leefde grotendeels van de visvangst en in mindere mate van de zeehandel. Anders dan in Pompeï was de nijverheid in de stad vooral gericht op de lokale bevolking. Er zijn twee bakkerijen gevonden, te herkennen aan de grote maalstenen en stenen ovens. Er is de werkplaats van een plumbarius (een loodgieter) gevonden en de werkplaats van een lanarius (een wolbewerker), waar een houten schroefpers (pressorium of torcular) stond voor het gladpersen van kleding. Langs de straten waren op verscheidene plaatsen cafetaria's. Deze worden doorgaans met het Griekse woord thermopolium aangeduid, omdat men er ook warme drankjes kon krijgen (Grieks: thermos = warm; poleo = verkopen). De thermopolia zijn herkenbaar aan de marmeren toonbanken met aardewerken potten. Buiten de stad waren ook villa's voor de landbouw (o.a. verbouw van wijn en vijgen).

### Huizen

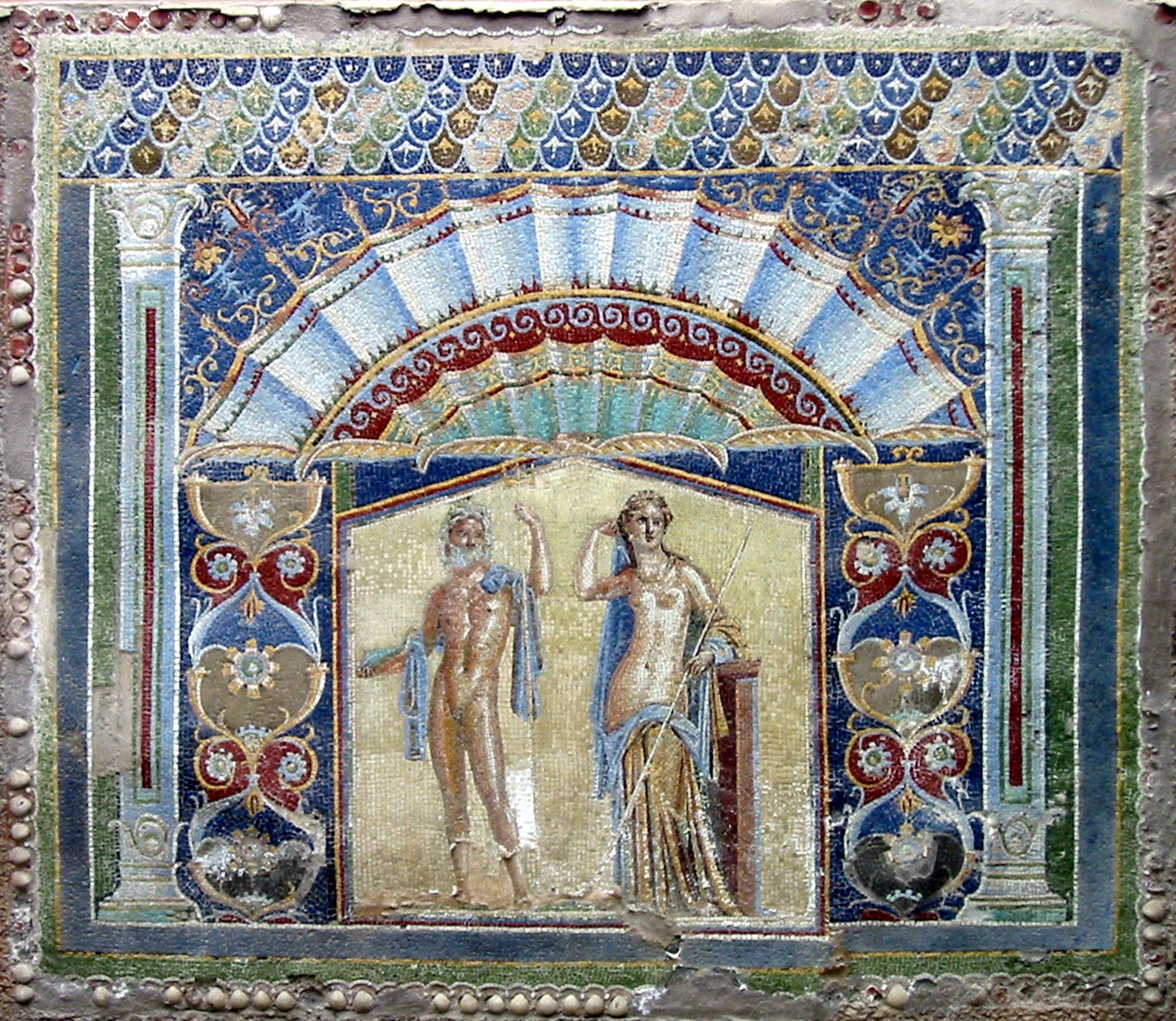
Het centrale deel van het mozaïek van Neptunus en Amphitrite in het Huis van Neptunus en Amphitrite

In Herculaneum kan men zich zeer goed een beeld vormen van de bouw van een Romeins huis (domus). Anders dan in Pompeï is hier vaak de bovenverdieping bewaard gebleven en bovendien zijn veel houten bouwelementen bewaard gebleven. Deze werden in de hete lava verkoold en zijn in die vorm bewaard gebleven. Veel houten bouwelementen zijn o.a. bewaard gebleven in het Huis van het bicentinarium. Soms werd in de huizen van Herculaneum de vakwerkbouw toegepast. Uniek wat dat betreft is het Huis met het opus craticium (Italiaans: Casa a Graticcio), waarvan de hele bovenverdieping in de goedkope techniek van het opus craticium is uitgevoerd, waarbij een frame van houten vierkanten is opgevuld met stenen en metselwerk. Het was een pension waarvan de bovenverdieping over de straat uitstak, leunend op bakstenen zuilen. Ook verkoolde meubels zijn bewaard gebleven. In het Huis van de houten scheidingswand is een complete houten scheidingswand bewaard gebleven die het atrium van het tablinum scheidde.
Hoewel er huizen zonder atrium voorkomen (zoals het Huis van het skelet), zijn de meeste huizen varianten van het Italische atriumhuis. Er zijn verschillende vormen van het atrium te vinden, zo is het atrium in het Huis van de herten geheel overdekt, en zijn er huizen met een Toscaans atrium (bijvoorbeeld het Samnitische huis, het best bewaarde atriumhuis van Herculaneum, en het Huis van het mozaïek atrium) en met een Korinthisch atrium (bijvoorbeeld het Huis met het Korinthische atrium). Het Huis van het dubbele atrium heeft zelfs twee atria. Soms, maar veel minder vaak dan in Pompeï, hebben de huizen ook een binnentuin (viridarium) met een peristylium.
Van de rijke inrichting van de huizen is veel bewaard gebleven. In het Huis van Telephus stond een collectie marmeren beelden, waaronder een reliëf van Telephus, in het al genoemde Huis van de herten stonden twee marmeren beelden van herten die door honden worden aangevallen, in het Huis van de bronzen herme is een bronzen buste van de huiseigenaar gevonden, om slechts enkele voorbeelden te noemen. In veel huizen zijn ook fresco’s bewaard gebleven. Maar het meest bijzonder zijn de wandmozaïeken in het zomertriclinium in het Huis van Neptunus en Amphitrite. Op de oostmuur zijn Neptunus en zijn vrouw Amphitrite (of misschien Venus?) in een mozaïek van glaspasta afgebeeld en op de noordmuur is er een nymphaeum, dat rijk is versierd met glaspasta en schelpen en waarboven zich marmeren theatermaskers bevinden.

### Villa dei papiri

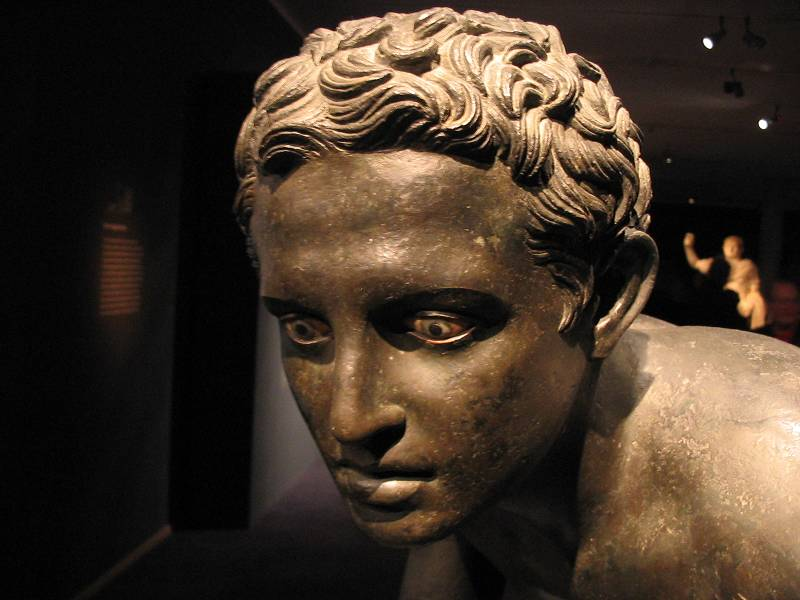
Hoofd van een van de 2 bronzen beelden van hardlopers uit de Villa dei papiri, nu in het Archeologisch Museum te Napels

De buiten de stadsmuren van Herculaneum gelegen Villa dei papiri (Italiaans voor ‘Villa van de papyri’) werd in 1750 bij toeval door de Zwitserse archeoloog Karl Weber ontdekt. Hij deed er onderzoek in de jaren 1750-1765. De 250 m. lange villa ligt voor het grootste deel onder de grond op een diepte van zo’n 20 m. Slechts een klein deel is blootgelegd, de rest is via tunnels onderzocht. Aan het begin van de jaren 90 van de 20e eeuw begonnen verdere onderzoekingen door de archeoloog Antonio de Simone, die ontdekte dat de villa niet gelijkvloers was zoals tot dan toe gedacht, maar vier verdiepingen had die terrasgewijs naar de zee afliepen. Men neemt aan dat de villa in de 1e eeuw v.Chr. werd gebouwd door Lucius Calpurnius Piso, die ook bekend is als de vader van Calpurnia, de vierde vrouw van Julius Caesar. Deze Calpurnius Piso was namelijk een rijke Romein, die goed bevriend was met Philodemus van Gadara, van wie een grote collectie geschriften in de villa werd gevonden.
De belangrijkste vondsten waren een grote collectie bronzen beelden en de bibliotheek met papyrusrollen waar de villa naar genoemd is. Er werden in totaal 87 standbeelden gevonden, voor een deel Griekse originelen uit de 4e en 3e eeuw v.Chr. en voor een deel replica’s van Griekse originelen die in de 1e eeuw v.Chr. werden gemaakt. Het grootste deel stond opgesteld in het enorme peristylium (95 x 35 m.) van de villa rondom het grote zwembad in het midden daarvan. Een deel van de beelden is nu in een speciale zaal van het Archeologisch Museum in Napels opgesteld. In de bibliotheek werden ca. 1860 papyrusrollen en fragmenten gevonden, die verkoold waren en slechts ten dele leesbaar. Het gaat grotendeels om Griekse teksten van de epicuristische wijsgeer Philodemus van Gadara (ca. 110-30 v.Chr.). Slechts 60 van de papyrusrollen zijn in het Latijn. Dat is een reden om te veronderstellen dat de villa misschien ook nog een aparte, nog niet opgegraven Latijnse bibliotheek had. De papyri worden momenteel in het kader van het Philodemus Project met nieuwe technieken bestudeerd en opnieuw uitgegeven.
De plattegrond van de Villa dei papiri is nagebouwd in de Getty Villa (voltooid in 1974) in Malibu (V.S.). De Getty Villa en het Getty Center worden beheerd door de Getty Trust.

## Referentie
- Josef Mühlenbrock en Dieter Richter (red.), Verschüttet vom Vesuv. Die letzten Stunden von Herculaneum, Mainz: Verlag Philipp van Zabern 2005